# Michèle Gendreau-Massaloux
Pour les articles homonymes, voir Gendreau.
Michèle Gendreau-Massaloux, née Massaloux le 28 juillet 1944 à Limoges, est une hispaniste et haute fonctionnaire française.
Elle est secrétaire général adjoint de la présidence de la République française de 1985 à 1988 et porte-parole de la présidence de 1986 à 1988. Elle est recteur de l’Académie, chancelier des universités de Paris de 1989 à 1998, recteur de l’Agence universitaire de la Francophonie de 1999 à 2007 et aujourd’hui vice-présidente chargée des relations institutionnelles du Groupe interacadémique pour le développement.

## Biographie

### Enfance et Études
Fille de François Massaloux, pharmacien-chef de l'hôpital de Limoges, et de Marie-Adrienne Delalais, Michèle Massaloux naît à Limoges. Elle effectue ses études secondaires au lycée de jeunes filles de Limoges. Après avoir passé avec mention TB les baccalauréats scientifique et de philosophie, respectivement en 1960 et en 1961, elle étudie en lettres supérieures (hypokhâgne) au lycée Gay-Lussac de Limoges et en première supérieure (khâgne) au lycée de Versailles. 
Elle est reçue seconde au concours d'entrée à l'École normale supérieure de jeunes filles en 1963, et  major à l'agrégation d'espagnol en 1966. Elle est diplômée de l’Institut d’études politiques de Paris en 1968. Elle soutient en 1970 une thèse de 3e cycle, puis en 1975 une thèse d'État en études ibériques sur Francisco de Quevedo,.

### Carrière d'hispaniste
Michèle Gendreau-Massaloux est nommée assistante à l'Institut d'études hispaniques et latino-américaines de l'université Paris-Sorbonne en 1967, maître-assistante à l'université Paris 13 en 1970, puis directrice du Département d'espagnol  de l'université de Limoges, et professeur dans ce département, en 1972. Elle exerce diverses fonctions administratives au sein de cette université, dont elle est élue vice-présidente en 1977.

### Carrière administrative
Michèle Gendreau-Massaloux est ensuite, en 1981, nommée recteur de l'académie d'Orléans-Tours par Alain Savary, ministre de l'Éducation nationale. Elle le reste jusqu'en 1984, date à laquelle François Mitterrand l'appelle à ses côtés comme conseiller technique pour l'éducation, avant qu'il ne la nomme secrétaire générale adjointe de la présidence de la République en 1985 (première femme à accéder à ce poste), puis porte-parole de la présidence en 1986, deux fonctions qu'elle conserve jusqu'en 1988. Elle est membre de la CNIL en remplacement de Catherine Tasca en 1988, membre du Conseil supérieur de la langue française en France en 1989 et recteur de l'Académie de Paris, chancelier des universités de Paris, de 1989 à 1998. Elle est vice-présidente du Conseil supérieur de l'éducation de 1989 à 1998, présidente de l'Association de préfiguration de la Cité de la Musique de 1990 à 1993.
Elle est nommée au Conseil d'État en 1998. Elle est présidente de la Commission de surveillance et de contrôle des publications destinées à l'enfance et à l'adolescence de 1998 à 2000, membre de la Commission des sondages de 1999 à 2000.
Elle est professeur associé à l'université de Paris-VIII de 1999 à 2009.
Élue en 1999 recteur de l'Agence universitaire de la francophonie (AUF), Michèle Gendreau-Massaloux limite à deux mandats de quatre ans la durée de cette fonction, et la quitte en 2007.
Elle est membre de la Mission Union pour la Méditerranée de 2008 à 2012, de la Délégation inter-ministérielle à la Méditerranée de 2013 à 2015, où elle est chargée de l'éducation, de la formation professionnelle, de l'enseignement supérieur et de la recherche. 
Elle a présidé le conseil scientifique de la ComUE Paris-Lumières de 2013 à 2015.
Elle a été membre du conseil de l'ordre national de la Légion d'honneur de 2005 à 2017.
Elle est depuis 2015  vice-présidente du Groupe interacadémique pour le développement (GID), chargée des relations institutionnelles.

### Vie associative
- Membre du conseil d’administration de l’association universitaire et culturelle franco-italienne Italiques.
- Membre du conseil d’administration du Collège international de Philosophie.
- Vice-présidente du conseil d’administration de la Maison de l’Amérique latine.
- Vice-présidente du comité d'éthique de la Fondation Maison des Sciences de l'Homme.
- Membre du conseil scientifique d’Erasmus Expertise.
- Membre du conseil scientifique de l’Institut méditerranéen de Recherches Avancées (IMéRA).
- Membre du conseil scientifique de la Maison des cultures du monde.
- Membre du conseil d’administration de l’Université Euromed de Fès (UEMF).
- Membre de du conseil scientifique de la Fondation Res Publica.
- Membre de l’Association France-Algérie.
- Membre de l'Association Paris Audiovisuel - Maison Européenne de la Photographie.

## Distinctions

### Prix
- Médaille de la protection judiciaire de la jeunesse

### Décorations
- Commandeur de la Légion d'honneur. Elle est faite chevalier le 30 juin 1989, puis est promue grade d'officier le 31 décembre 1997[5], et au grade de commandeur le 31 décembre 2003[6].
- Grande officière de l'ordre national du Mérite. Elle est élevée à la dignité de grand officier par décret du 14 novembre 2013[7]. Elle était commandeur depuis le 19 septembre 2001.
- Commandeur de l'ordre des Palmes académiques

### Honneurs
Elle a obtenu une multitude de Doctorat honoris causa :
- Université de Toronto ( Canada)
- New York University ( États-Unis)
- Université du Chili ( Chili)
- Université d'Aberdeen ( Écosse)
- Université libre internationale de Moldavie ( Moldavie)
- Université de Laval ( Canada)
- Université de Bucarest ( Roumanie)
- Université de Moncton ( Canada)
- Université de Ouagadougou ( Burkina Faso)[8]
- Université York, College Glendon ( ( États-Unis)
- Université Saint-Clément-d'Ohrid de Sofia ( Bulgarie)
- Université Cheikh-Anta-Diop ( Sénégal)
- Université de médecine et pharmacie Iuliu Hațieganu ( Roumanie)

## Publications
Michèle Gendreau-Massaloux est l'auteur de nombreuses publications portant, entre autres, sur la littérature espagnole du Siècle d’Or, sur la littérature française contemporaine, sur la diversité des cultures, sur les langues, sur la francophonie et sur la traduction.

### Ouvrages
- Héritage et Création : recherches sur l’humanisme de Quevedo, Paris, Champion, 1977.
- Isabelle, de Lupercio Leonardo de Argensola, traduction et notes, dans Théâtre espagnol du xvie siècle, Paris, Gallimard, « Bibliothèque de la Pléiade », 1983.
- Baltasar Gracián, La Pointe ou l’art du génie, traduction et notes (en collaboration avec Pierre Laurens), Paris, L’Age d’Homme, 1983.
- Luis de Góngora, Fable de Polyphème et Galatée, traduction, Paris, José Corti, 1990.
- Miguel Angel Cuevas, Triptyque, traduction (en collaboration avec Marc Cheymol) , Paris, éditions Eliott, collection « Langues du poème », 2024, 248°p.

### Principaux articles parus dans des revues
- « Sur l’image des Basques dans les contes populaires du Siècle d’Or », Les Langues Néo-latines, Hommage à Louis Urrutia, Paris, 1982, p. 75-99.
- « L’évangile selon Jésus-Christ de José Saramago : un roman blasphématoire ? », L’Atelier du Roman, Paris, Arléa, 1993, p. 93-98.
- « La déliaison », Communications, n° 63, Parcours de Barthes, Paris, Seuil, 1996.
- « Tabucchi chez Pessoa », Critique, n° 624, mai 1999, p. 406-417.
- « Philosophie et francophonie », Revue de la Société japonaise de didactique du français, n° 30, 2001-2002, Tokyo, p. 1-14.
- « François Mitterrand et la francophonie : de la langue française aux sommets politiques, naissance d’une institution », Cahiers François Mitterrand, Paris, octobre 2004.
- « Les langues : ni anges, ni démons », revue Hermès, n° 40, CNRS éditions, Paris, 2004, p. 275-279.
- « Deux réponses du berger à la bergère : Longus, Ravel », La Différence sexuelle en tous genres, Revue Littérature n° 142, juin 2006, p. 41- 49.
- « Traduire, c’est faire vivre une langue », revue Hermès, n°56, Traduction et mondialisation, vol.2, Paris, CNRS éditions, 2010, p. 157-163.
- « De terre et d’eau, passe et porte, les pays de la Méditerranée », Frontières et Philosophie, Travaux et documents n°51, Université Paris 8 Vincennes Saint-Denis, 2011, p. 67-79.
- « Chantal Thomas. Le roman, chronique des possibilités de désastre » (Propos recueillis par Michèle Gendreau-Massaloux et Philippe Roger), Critique, 2013/10, n° 797, p. 800-807.
- « Garder la langue », Modern Language Notes, september 2015, vol. 130, n°4, The Johns Hopkins University Press, 2015, p. 697-707.
- « Paul Desjardins, les Décades de Pontigny et Ernesto Buonaiuti », Ernesto Buonaiuti nella cultura del Novecento, revue Modernismo, II, Urbino, 2016, p. 236-253.
- « Bartelby et Molly : un presque non qui dit plus que NON, un oui qui dit plus d’un NON », The Florence Gould Lectures volume XIV, spring 2017, New York University, p. 72-83.
- « Les sciences humaines et sociales, à quoi bonnes ? », La Science à l’épreuve de la société, Revue politique et parlementaire, n°1092, juillet-septembre 2019, p. 107-115.
- « Esculape par temps de crise sanitaire : une lecture de la Philosophia secreta de Juan Pérez de Moya », Les langues néo-latines, n° 396, mars 2021, p. 3-18.
- « Lire avec Hélène Cixous », Histoires de l'œil, revue Critique 2021/10, n° 893, p. 833-844
- « De la transmission », La quête du sens, mélanges offerts à Paulin Hountondji à l’occasion de ses 80 ans, Star Éditions, 2021, Préface, pp. 11-14.
- « Sciences humaines et consciences, pour le respect de la diversité », Réseau méditerranéen des écoles d’ingénieurs et de management, 25 ans, Marseille, octobre 2022, n.p.

### Principales études parues dans des volumes collectifs
- « Idées romaines et vision de l’Europe », Il latino per un’Europa intelligente, Atti del convegno de la Unione latina, Roma, 1990, p. 225-226.
- « Ignacio de Loyola y la Sorbona », Ignacio de Loyola, Magister artium en París, 1528-1535, San Sebastián, 1991, p. 13-17.
- « L’Espagne, aujourd’hui et demain », Les Deux éveils de l’Espagne, Presses du C.N.R.S., Paris, 1991, p. 241- 245.
- « La treizième revient », Hélène Cixous, croisées d’une œuvre, Paris, Galilée, 2000, p. 141-153.
- « Plusieurs voix dans une seule voix », La Latinité en question, IHEAL-UL, Paris, 2004, p. 402-407.
- « Derrida, d’un trait », Cahier de L’Herne Derrida, Éditions de L’Herne, Paris, 2004, p. 86-88.
- « Us de Tanna », La Démocratie à venir. Autour de Jacques Derrida, Paris, Galilée, p. 147-151.
- « On ne parle pas, on ne se tait pas : Hélène Cixous, l’enfance de l’art », Genèses Généalogies Genre. Autour de l’œuvre d’Hélène Cixous, Mireille Calle-Gruber et Marie Odile Germain (dir.), Paris, Galilée-Bibliothèque Nationale de France, 2006, p. 25-36.
- « Portrait d’H.C. en jeune cinéaste », Rêver croire penser autour d’Hélène Cixous, éditions Campagne première, Paris, 2010, p. 182-190.
- « Qui est l’étranger ? Trois lectures de Médée », Quaghebeur, Marc (dir.), Francophonies d’Europe, du Maghreb et du Machrek. Littératures & libertés, coll. « Documents pour l’histoire des Francophonies », Peter Lang/AML, Bruxelles, 2013, p. 219-233.
- « La pedagogía de la diversidad », Refrescar el saber, México, El Colegio de Jalisco, 2016, p. 25-35.
- « Le Donne des langues », Marta Segarra (éd)., Hélène Cixous. Corollaires d'une écriture. Saint-Denis, Presses universitaires de Vincennes, « L’imaginaire du Texte », 2019, p. 265-278.
- Gendreau-Massaloux, Michèle ; Léna, Pierre ; Quéré, Yves, « Partager la science par l'éducation. Sharing science through education », in Kado, Jackie ; Achieng, Fatuma ; de Marsily, Ghislain ; Gendreau-Massaloux, Michèle (dir.), Women and Sustainable Development in Africa 2020, Paris, Éditions des archives contemporaines, p. 73-80[9] .
- « Le français, moteur d’une politique du multilinguisme », Du partage des chefs-d’œuvre à la garantie des droits culturels : ruptures et continuité dans la politique culturelle française, Éditions la passe du vent, 2020, collection « Faire cité », p. 164-171.
- « Unamuno au bord du modernisme : écarts et traverses », Modernismo, modernità, modernisme, modernité (a cura di Paolo Carile, Marc Cheymol, Fabrizio Chiappetti, Pierre-Antoine Fabre), Roma, tab edizioni, 2023, p. 155-164.